# Mitja Kosmina
Mitja Kosmina, slovenski jadralec, * 4. november 1966, Koper.
Kosmina je za Slovenijo nastopil na Poletnih olimpijskih igrah 1992 v Barceloni.
Na igrah je jadral z Goranom Sosićem, s katerim sta zasedla 12. mesto. 